# Betreden Op Eigen Risico
Betreden Op Eigen Risico is een Nederlands jeugdtelevisieprogramma van KRO-NCRV. Het programma werd uitgezonden van 2018 tot 2020 bij NPO Zapp, het kinderblok van NPO 3. Betreden Op Eigen Risico wordt gepresenteerd door Daan Boom en Tim Senders, en is vergelijkbaar met de BZT Show, dat van 2005 tot 2017 werd uitgezonden.